# Stringhamite
La stringhamite è un minerale.